# جورج هاردويك
جورج فرانسيس موتري هاردويك (2 فبراير 1920-19 أبريل 2004) كان لاعب كرة قدم إنجليزيًا ومديرًا ومدربًا. خلال الفترة التي قضاها كلاعب نشط، كان مدافعًا يساريًا لميدلسبره. كان أيضًا عضوًا في منتخب إنجلترا لكرة القدم، ولعب في 13 مباراة دولية وكان أول قائد للفريق بعد الحرب العالمية الثانية في جميع المباريات الـ 13. اللاعب الإنجليزي الوحيد الذي يكون قائدًا في كل مباراة.
في عام 1947 انضمت دول بريطانيا العظمى لتشكيل فريق كرة قدم بقيادة هاردويك وأدى إلى الفوز (6-1) على بقية أوروبا.

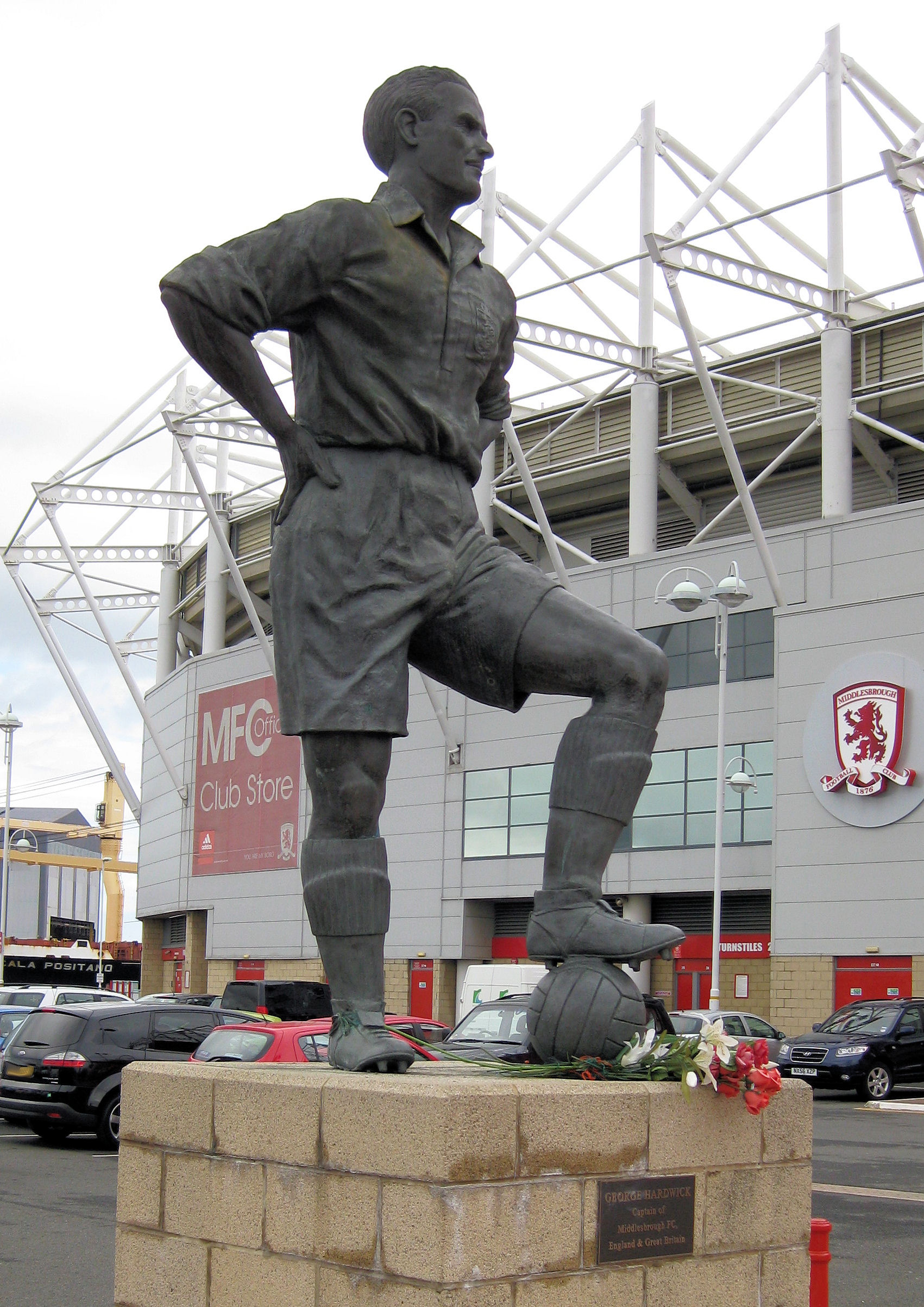
تمثال هاردويك الذي يقف خارج ملعب ريفرسايد، ميدلسبره

بسبب إصابة في الركبة اضطر هاردويك إلى إنهاء مسيرته الدولية بعد 12 مباراة. يحظى بتقدير كبير من قبل مشجعي ميدلسبره، ويعتبر أعظم مدافع في تاريخ النادي.
بعد مسيرته كلاعب عمل هاردويك كمدير لأولدهام أثليتيك ومديرًا لفريق بي إس في أيندهوفن، ولمدة ستة أشهر في عام 1957، منتخب هولندا لكرة القدم. وفي وقت لاحق تولى تدريب سندرلاند أيه إف سي وجيتسهيد.
واليوم يستمر إرثه في شكل مؤسسة جورج هاردويك، وهي مؤسسة خيرية مكرسة لمساعدة مقدمي الرعاية ومقدمي الرعاية السابقين والمرضى. الراعي هي زوجته جينيفر، التي اعتنت بجورج خلال سنواته الأخيرة. لديهم ثلاثة مواقع رئيسية في ستوكتون وميدلسبره ومستشفى جامعة نورث تيز.

## التدريب
على مدى السنوات الخمس التالية، عمل هاردويك في البر الرئيسي الأوروبي حيث كان يدير في البداية فريق كرة قدم للجيش الأمريكي المتمركز في ألمانيا. بين عامي 1957 و1959 درب بي إس في أيندهوفن وكان أيضًا في عام 1957 خمس مباريات دولية بوندسكوتش هولندا. هناك فاز بواحدة من خمس مباريات دولية بين 30 يناير و26 مايو وخسر ثلاث مباريات. شغل لاحقًا منصب مدير داخل الاتحاد الهولندي لكرة القدم.[بحاجة لمصدر]
عاد هاردويك إلى ميدلسبره في عام 1961 وعمل هناك على الجهاز الفني لفريق ميدلزبره قبل أن يعود إلى منصب مدرب رئيسي في سندرلاند في نوفمبر 1964. كان النادي في معركة الهبوط من الدرجة الأولى وتحت قيادة المدرب الجديد تمكن من البقاء في المركز الخامس عشر. والمثير للدهشة إلى حد ما أن هذا لم يمنع الرئاسة من إقالة هاردويك من منصبه بعد 169 يومًا فقط، لأنها كانت ترغب في الحصول على منصب أفضل. مع النهاية في سندرلاند، انتهى وقت هاردويك في دائرة الضوء على كرة القدم الإنجليزية وبعد فترة قصيرة قضاها مع فريق جيتسهيد في الدوري الأدنى، تولى لاعب ومدرب كرة القدم السابق رئاسة شركة إنشاءات فولاذية في عام 1970.[بحاجة لمصدر]

## روابط خارجية
- جورج هاردويك، قاعدة بيانات ما بعد الحرب الإنجليزية والاسكتلندية لكرة القدم A - Z Player's Database
- جورج هاردويك على فرق كرة القدم الوطنية.كوم